# Ratanakiri
Ratanakiri is een provincie in het noordoosten van Cambodja. Het grenst aan de provincies Mondulkiri in het zuiden en Stung Treng in het westen en de landen Laos en Vietnam in het noorden en oosten, respectievelijk. De provincie strekt zich uit van de bergen van de Annamite Range in het noorden, over een heuvelachtig plateau tussen de rivieren Tonle San en Tonle Srepok, tot tropische loofbossen in het zuiden. In de afgelopen jaren hebben houtkap en mijnbouw de omgeving van Ratanakiri, die al lang bekend staat om zijn schoonheid.
Ratanakiri wordt al meer dan een millennium bezet door de Khmer Loeu-bevolking in het hoogland, die elders in Cambodja een minderheid vormt. Tijdens de vroege geschiedenis van de regio werden de Khmer Loeu-inwoners uitgebuit als slaven door naburige rijken. De slavenhandelseconomie eindigde tijdens het Franse koloniale tijdperk, maar een harde Khmerisatiecampagne na de onafhankelijkheid van Cambodja bedreigde opnieuw de manier van leven van de Khmer Loeu. De Rode Khmer bouwde zijn hoofdkwartier in de provincie in de jaren zestig en bombardementen tijdens de Vietnamoorlog verwoestten de regio. Tegenwoordig verandert de snelle ontwikkeling in de provincie de traditionele levenswijzen.
Ratanakiri is dunbevolkt; zijn 184.000 inwoners vormen iets meer dan 1% van de totale bevolking van het land. Inwoners wonen over het algemeen in dorpen met 20 tot 60 gezinnen en houden zich bezig met zelfvoorzienende landbouw. Ratanakiri is een van de minst ontwikkelde provincies van Cambodja. De infrastructuur is slecht en de lokale overheid is zwak. De gezondheidsindicatoren in Ratanakiri zijn buitengewoon slecht; De levensverwachting van mannen is 39 jaar en die van vrouwen is 43 jaar. Het opleidingsniveau is ook laag: iets minder dan de helft van de bevolking is analfabeet.

## Geschiedenis
Ratanakiri is sinds de steen- of bronstijd bezet, en de handel tussen de hooglanders in de regio en steden langs de Golf van Thailand dateert uit de 4e eeuw na Christus. Het gebied werd tijdens zijn vroege geschiedenis binnengevallen door Annamites, de Cham, de Khmer en de Thai, maar geen enkel imperium bracht het gebied ooit onder gecentraliseerde controle. Vanaf de 13e eeuw of eerder tot de 19e eeuw werden hooglanddorpen vaak overvallen door Khmer, Laotiaanse en Thaise slavenhandelaren. De regio werd in de 18e eeuw veroverd door lokale Laotiaanse heersers en vervolgens door de Thai in de 19e eeuw. Het gebied werd in 1893 opgenomen in Frans Indochina, en de koloniale overheersing verving de slavenhandel. De Fransen bouwden enorme rubberplantages, vooral in Labansiek (het huidige Banlung); inheemse arbeiders werden gebruikt voor de bouw en het oogsten van rubber. [1] Terwijl het onder Franse controle stond, werd het land dat het huidige Ratanakiri omvatte overgebracht van Siam (Thailand) naar Laos en vervolgens naar Cambodja. Hoewel hooglandgroepen zich aanvankelijk verzetten tegen hun koloniale heersers, waren ze tegen het einde van het koloniale tijdperk in 1953 onderdrukt.